# Änis Ben-Hatira
Änis Ben-Hatira (18 de julio de 1988) es un futbolista tunecino que juega de centrocampista en el Hertha Berlín II de la Regionalliga Nordost. También es internacional absoluto con la selección nacional de Túnez.

## Trayectoria
Nacido en Berlín, Ben-Hatira comenzó su carrera futbolística jugando para el club local Reinickendorfer Féchse antes de trasladarse al TeBe Berlin, donde pasó la mayor parte de su juventud. Después de pasar por el Hertha de Berlín, firmó un contrato con el Hamburgo S.V. 
Ben-Hatira hizo su debut en la 1. Bundesliga el 24 de febrero de 2007 contra el Eintracht Frankfurt, entrando como sustituto del Mehdi Mahdavikia. El Hamburgo extendió su contrato hasta 2012. Se unió el 1 de febrero de 2009 al MSV Duisburgo en una cesión hasta el 30 de junio de 2009 y volvió a ser cedido al MSV Duisburgo.
En julio de 2010, Ben-Hatira estuvo a prueba al West Ham United, haciendo su debut el 28 de julio cuando jugó durante 64 minutos en una victoria por 2-0 contra el MK Dons, aunque finalmente no firmó con el conjunto inglés. En el último día del mercado de fichajes del verano de 2011, Ben-Hatira regresó al Hertha de Berlín. El 1 de febrero de 2016 se unió al Eintracht Frankfurt.
Ben-Hatira firmó por el SV Darmstadt 98 el 22 de agosto de 2016. Fue puesto en libertad el 25 de enero de 2017 de mutuo acuerdo y debido a supuestas conexiones que tenía con la organización ansaar international, que había sido descrita por la agencia de inteligencia interna del estado alemán de Renania del Norte-Westfalia como estar "estrechamente entrelazado en el movimiento salafista". 
El 1 de febrero de 2017, Ben-Hatira se unió al Gaziantepspor en un contrato hasta junio, con la opción de un año más. 
Después de rescindir su contrato con el Gaziantepspor en julio de 2017, se unió al club tunecino Espérance Tunis en septiembre de 2017.
Se unió al Budapest Honvéd húngaro en febrero de 2019 donde anotó su primer gol el 23 de febrero de 2019 contra el MTK Budapest FC.

## Selección nacional
El 29 de febrero de 2012 hizo su debut con la selección de fútbol de Túnez en un amistoso contra Perú.

## Clubes
| Club                        | País     | Año       |
| --------------------------- | -------- | --------- |
| Hamburgo S. V. II           | Alemania | 2006      |
| Hamburgo S. V.              | Alemania | 2007-2011 |
| M. S. V. Duisburgo (cedido) | Alemania | 2009-2010 |
| Hertha de Berlín            | Alemania | 2011-2016 |
| Eintracht Fráncfort         | Alemania | 2016      |
| SV Darmstadt 98             | Alemania | 206-2017  |
| Gaziantepspor               | Turquía  | 2017      |
| Espérance Tunis             | Túnez    | 2017-2019 |
| Budapest Honvéd             | Hungría  | 2019      |
| Karlsruher S. C.            | Alemania | 2020      |
| A. E. Larisa                | Grecia   | 2021      |
| Berliner A. K. 07           | Alemania | 2022      |
| U. S. Monastir              | Túnez    | 2022-2023 |
| Hertha Berlín II            | Alemania | 2023-     |